# Étang de Laurenti
L'étang de Laurenti est un étang des Pyrénées françaises situé en Donezan dans le département de l'Ariège en région Occitanie.

## Géographie
De forme arrondie, d'une superficie de 6 ha et à une altitude de 1 936 m, l'étang de Laurenti est situé sur le territoire de la commune d'Artigues dans le terroir historique et géographique du Donezan au pied du Roc Blanc (2 542 m).

## Voies d'accès
Desservi par le sentier de randonnée du Tour du pays du Donezan, c'est un objectif de randonnée familiale apprécié.

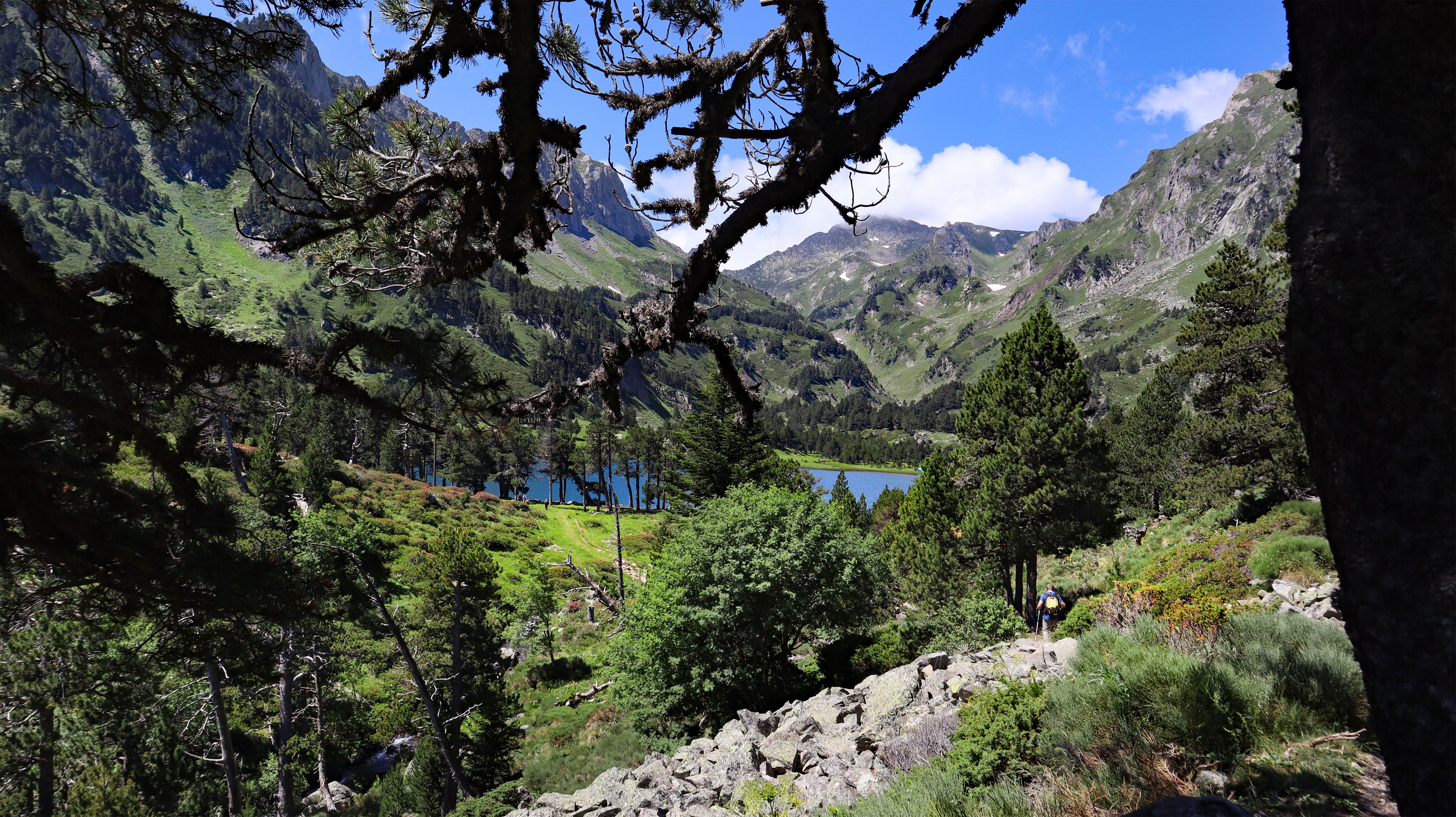
Arrivée par le GR Tour de pays du Donezan.
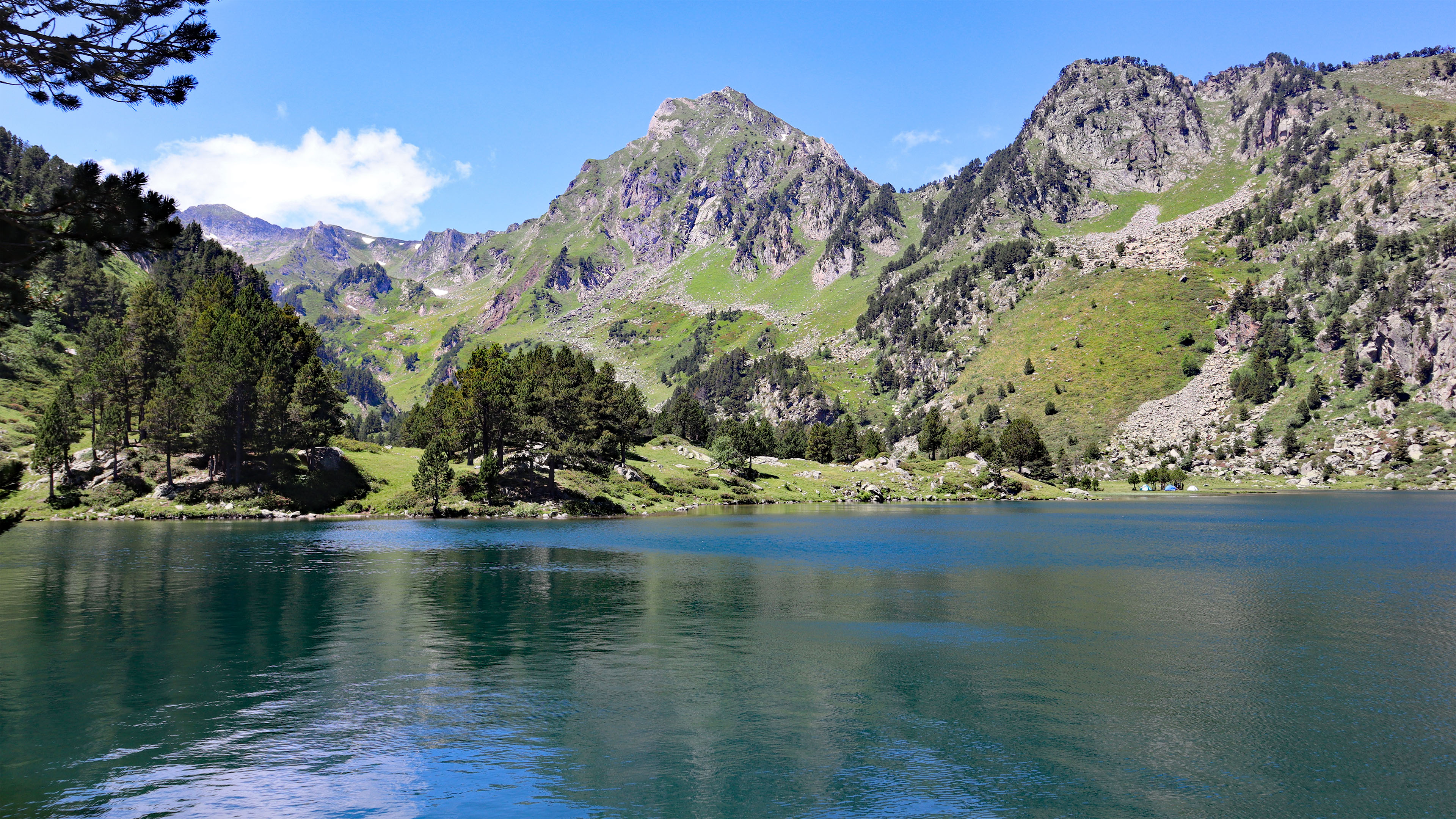
Vue vers le nord-ouest, au centre le Roc Blanc.
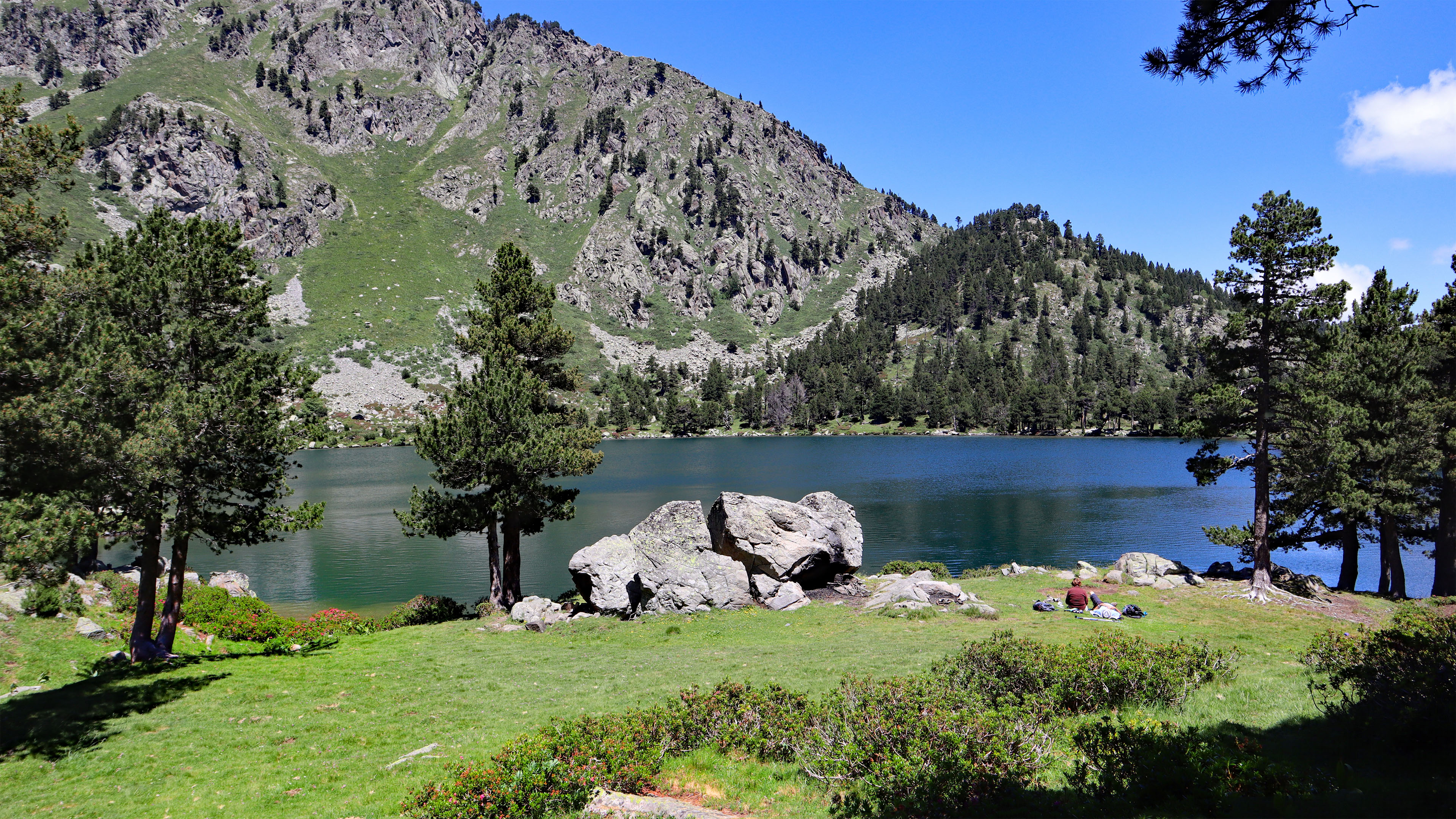
Vue vers l'exutoire.
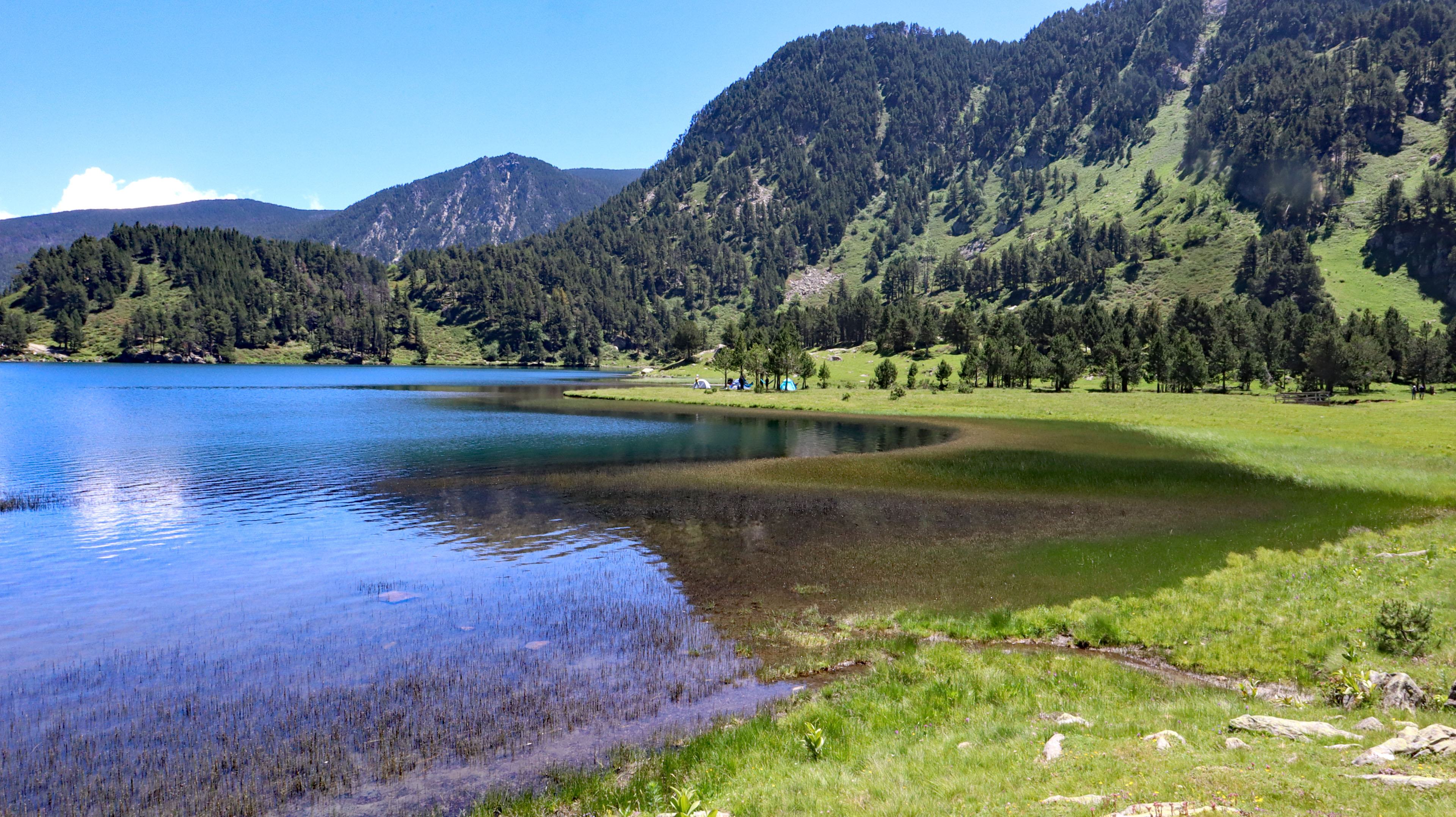
La zone amont.
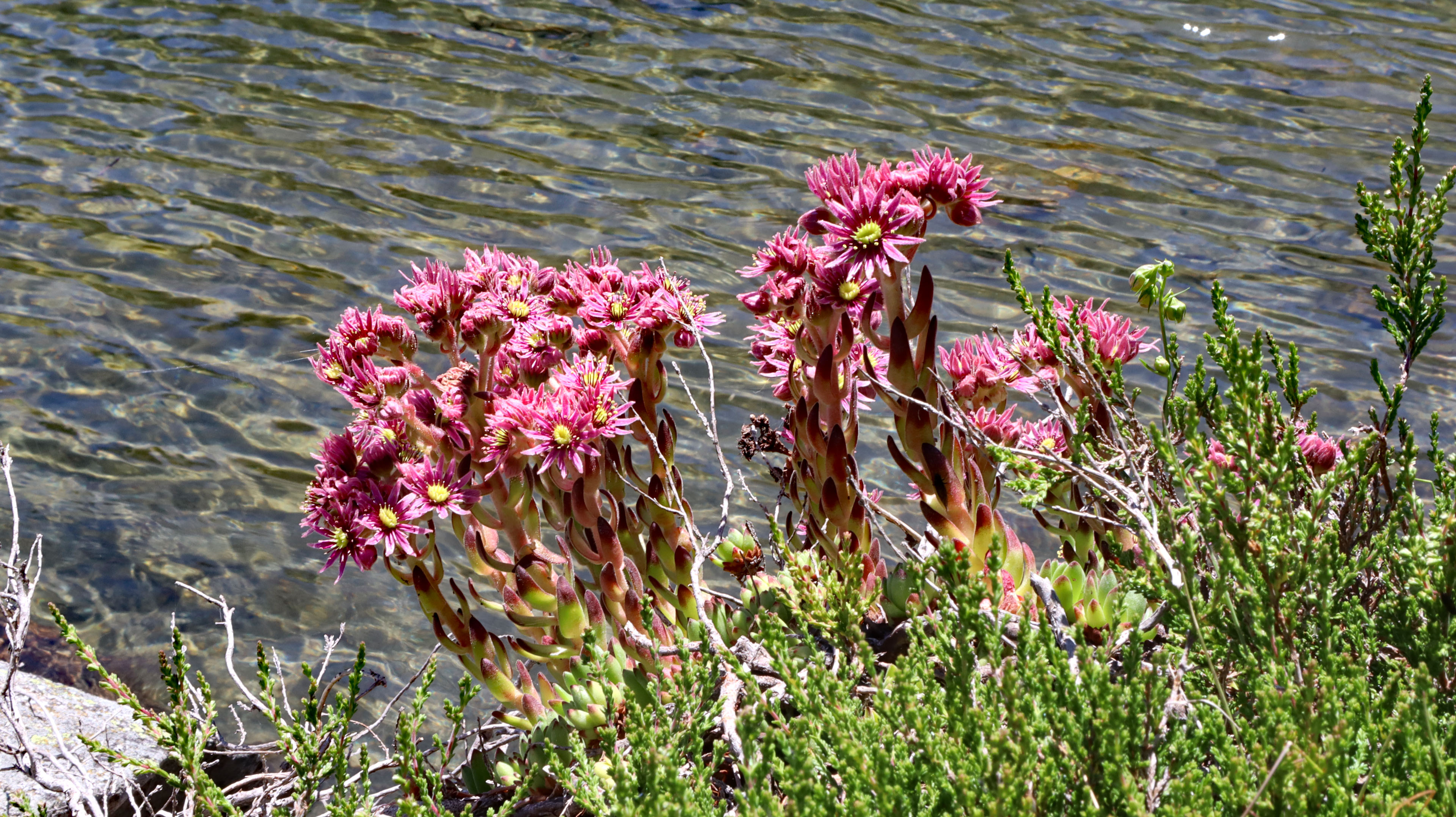
Sédum.
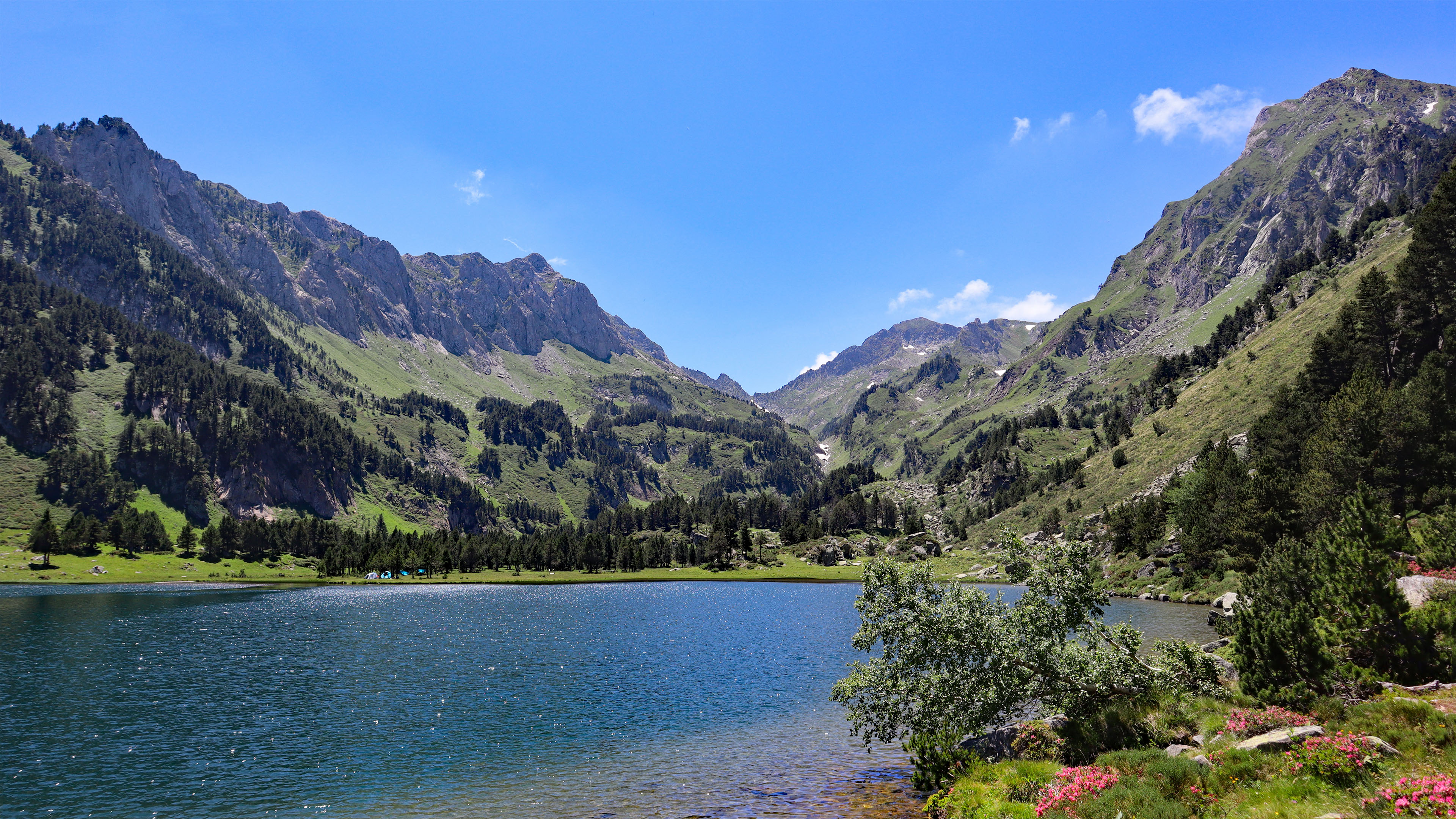
Au fond : la Porteille du Laurenti et le Pic de Baxouillade.